# 회사령
회사령(會社令, 메이지 43년 제령 13호)은 일제강점기 조선에서 회사에 관한 사항을 규정한 제령이다.
한일합병 직후인 1910년 12월 29일에 제정된 제령이다.
제1조는 조선에서 회사를 설립하거나 조선 외(일본 포함)에서 설립한 회사가 조선에서 사업을 하려면 조선총독의 허가를 받아야 한다고 규정해 회사 설립에 허가제를 채택한 것을 알 수 있다.
제5조는 회사가 공공의 질서 등을 위반했다고 판단될 때 조선총독은 회사의 폐쇄를 강제할 수 있다는 것을 규정하고 있어 회사 운영상에도 상당한 통제가 가해졌음을 알 수 있다.
회사령은 1920년 4월 1일에 폐지되어 회사의 설립은 허가제에서 신고제로 변경되었다.

## 평가
회사령을 제정한 표면상의 이유는 조선인은 회사를 경영한 경험이 부족하여 사기를 당할 우려가 있고, 또 현지 사정을 잘 모르면서 조선에 진출하려는 일본 기업들이 무모한 투자를 하는 것을 방지하여 건전한 경제발전을 위함이었다. 하지만 현대 대한민국의 역사학계에서는 조선총독부가 한국인의 산업활동을 제한하고 기업 성장을 억제하여 일본 제국의 원료공급지로 만들기 위한 것이라는, 민족주의적 관점에서 해석하고 있다.
회사령을 폐지한 표면적인 이유는 조선에 진출하려는 일본 기업의 반발에 의한 것이지만, 현대 대한민국 역사학계에서는 3·1 운동에 놀란 조선총독부의 방침 전환, 이른바 문화 통치의 일환으로 보고 있다.